# Willy-August Linnemann
Willy-August Linnemann (* 4. Juni 1914 in Harrislee; † 22. August 1985 in Gentofte) war ein deutsch-dänischer Schriftsteller und Träger des Søren-Gyldendal-Preises sowie des Kritikerprisen. Er wurde vor allem durch seine mehrbändigen Romanzyklen über das Leben im deutsch-dänischen Grenzgebiet bekannt.

## Leben
Linnemann, dessen Vater auf dem Balkan aufwuchs und später in Ziegeleien in Jütland, Schleswig und Lippe-Detmold arbeitete, wuchs im deutsch-dänischen Grenzgebiet auf. Er besuchte eine deutsche Volksschule, dann Duborg-Skolen in Flensburg und schließlich das Gymnasium Vestjysk Gymnasium in Tarm. Nach dem Abitur begann er 1933 einen Lehrgang an der Folkehøjskole in Askov und erwarb 1936 die dänische Staatsbürgerschaft. Anschließend nahm er ein Studium an der Universität Kopenhagen auf, widmete sich aber zunehmend der Schriftstellerei.
1939 gab er sein literarisches Debüt mit dem Roman Sangen om de lyse nætter, dem Reiseberichte und Romane folgten. Größere Bekanntheit gewann er durch seine fünfbändige Reihe europäischer Erzählungen, deren erster Band Bogen om det skjulte ansigt 1958 und der letzte Band Byen ligger skjult af lyset 1966 erschien und dessen Handlung in Flensburg und Südschleswig spielt.
Nachdem ihm 1958 der neu gestiftete Søren-Gyldendal-Preis verliehen worden war, erhielt er 1959 den Kritikerprisen (Dänemark) (für den Roman Døden må have en årsag) und De Gyldne Laurbær.
Weite Bekanntheit erhielt er vor allem durch einen zwischen 1968 und 1974 veröffentlichten Romanzyklus um einen alternden Politiker im deutsch-dänischen Grenzland und dessen Kinder. Zu diesem Zyklus gehören Fabrikanten (1968), Planlæggeren (1969), Handelsmanden (1970), Helbrederen (1971), Forkynderen (1972), Lovgiveren (1973) und Protestanten (1974).
Danach gab er einen weiteren Romanzyklus über das Leben im Grenzgebiet heraus, wobei er sich diesmal mit dem Begriff der „Grenzen“ im menschlichen und geografischen Sinne befasste. Diesmal waren die Einzelbände der Reihe allerdings jeweils auch in sich abgeschlossen. Zu dieser Reihe gehören die Bände Himlens genskær i byens ruder (1975), Lyset mellem træerne (1976), Bølgerne på fjorden (1977) und Blæsten gennem gaderne (1978).

## Weitere Veröffentlichungen
- Syd for Pyrenæerne, 1953
- Balkanrejse, 1960
- Det andet Europa, 1970.

in deutscher Sprache
- Das unsichtbare Gesicht, (Originaltitel Bogen om det skjulte ansigt), 1965
- Hyldest til en By = Huldigung an eine Stadt, deutsch-dänischer Text, ISBN 87-7468-139-7, 1983